# Louis Sourie
Louis Sourie (Sint-Kruis, 24 mei 1910 – Brugge, 22 augustus 1962) was een Vlaams schrijver.

## Levensloop
Sourie was een literaire autodidact. Na enkele jaren kantoorbediende te zijn geweest, werd hij rijkswachter. Hij ontpopte zich tot literator. 
Tijdens de oorlog publiceerde hij artikels en boekbesprekingen in Het Nieuws van de Dag, een in 1885 gestichte katholieke krant, die zich tijdens de Tweede Wereldoorlog kon handhaven als een van de zogenaamde niet-gebonden publicaties, die van nabij werden gecontroleerd door de Duitse censuur en trachtten een min of meer neutrale koers te varen. Dit leidde tot incidenten met de Duitsers en op 17 mei 1944 werd het dagblad verboden. 
Sourie werd na de oorlog een productief schrijver. Hij kreeg vooral bekendheid met zijn boek over de priester en humorist Lodewijk Van Haecke, met wie hij langs moederszijde verwant was. Hij schreef ook veel artikels over de olijke priester, onder meer in het tijdschrift Sint Tillo's Missiebond. 
Hij publiceerde verder boekbesprekingen en artikels in Boekengids, Kunsttijdschrift Vlaanderen, Streven, Dietsche Warande en Belfort enz.
Hij behoorde tot de stichters van het West-Vlaams Christelijk Kunstenaarsverbond en was medeoprichter van het kunsttijdschrift West-Vlaanderen, later Vlaanderen.

## Publicaties
- Basiel de Craene, biografie, Kortrijk, Jos. Vermaut, 1941.
- Ludwina, roman, Brussel, uitg. Ignis, 1942.
- Prosper van Langendonck, biografie, Leuven, Davidsfonds, 1942.
- Inleiding tot de Geschiedenis van ‘Van Nu en Straks’, Kortrijk, Jos. Vermaut, 1942.
- Het heilig Avontuur van Godelieve, Gudula, Kristin en Lutgardis, Mechelen, Sint-Franciscus Drukkerij, 1942 en 1948.
- Pro Justitia, roman, Brussel, De Kogge, 1944.
- Het hart van mijn stad, roman, Leuven, Davidsfonds, 1946.
- Het leven gaat voorbij, roman, Sint-Niklaas, Uitg. Van Haver, 1946.
- Stijn Streuvels, biografie, Kortrijk, Jos. Vermaut, 1946.
- Jozef Simons, biografie, Turnhout, Uitgeverij J. van Mierlo-Proost, 1947.
- Emiel van Hemeldonck, biografie, Turnhout, Uitgeverij J. van Mierlo-Proost, 1947.
- Vlaams letterkundig Lexicon, Komen, 1947.
- Het werk van Ernest Claes, Antwerpen, Boekuil en Karveel, 1948.
- De Belgische rijkswacht, historisch overzicht, Ninove, 1948.
- Amaat Vyncke, zouaaf en Godsgezant, biografie, Brugge, Pauselijke Missiewerken, 1950.
- Ferdinand  Verbiest, een  groot zendeling, biografie, Brugge, Vercruysse-Vanhove, 1951.
- Heraut van God, Constant Lievens, biografie, Brugge, Vercruysse-Vanhove, 1952.
- Wachtposten X Y Z, memoires, Dinant, Drukkerij Bourdeaux-Capelle, 1952.
- Jozef De Voght, biografie, Roeselare, Klimop, 1953.
- Van Nu en Straks. Historiek en Betekenis, 1953.
- Slaaf van Maria, Pater Maximiliaan Kolbe, Genval, Uitgave Maria Middelares, 1953.
- De Bezetenen van Ilfurt, bewerkt door Louis Sourie, Genval, Uitgave Maria Middelares, 1953.
- Heilige Benedictus Jozef Labre, Genval, Uitgave Maria Middelares, 1954.
- Ludovicus Van Haecke, biografie, Brugge, Graphica, 1956.
- Albrecht Rodenbach, biografie, Brugge, Klimop, 1955.
- Van Nu en Staks. Historiek en betekenis, 1953.
- Mens en kunstenaar, gesprekken met Pieter G. Buckinx, Ernest Claes, André Demedts, Filip de Pillecyn, Jozef Droogmans, Gaston Duribreux, Maurice Roelants, Jozef Simons, Urbain van de Voorde, Emiel van Hemeldonck, Valeer van Kerkhove, Albert Westerlinck, Turnhout, van Mierlo-Proost, 1956.
- Lapscheure en Pastoor Franciscus Heldewijs, Brugge, Drukkerij ‘Graphica’, 1957.
- Dominicus Savio, Genval, Uitgave Maria Middelares, 1957.
- Een groot Missionaris, Petrus Donders, Genval, Uitgave Maria Middelares, 1957.
- Antoinette Buckinx-Luykx, biografie, Brugge, Klimop, 1959.
- Prosper van Langendonck, biografie, Brugge, Klimop, 1962.